# Jagdschloss Lopshorn

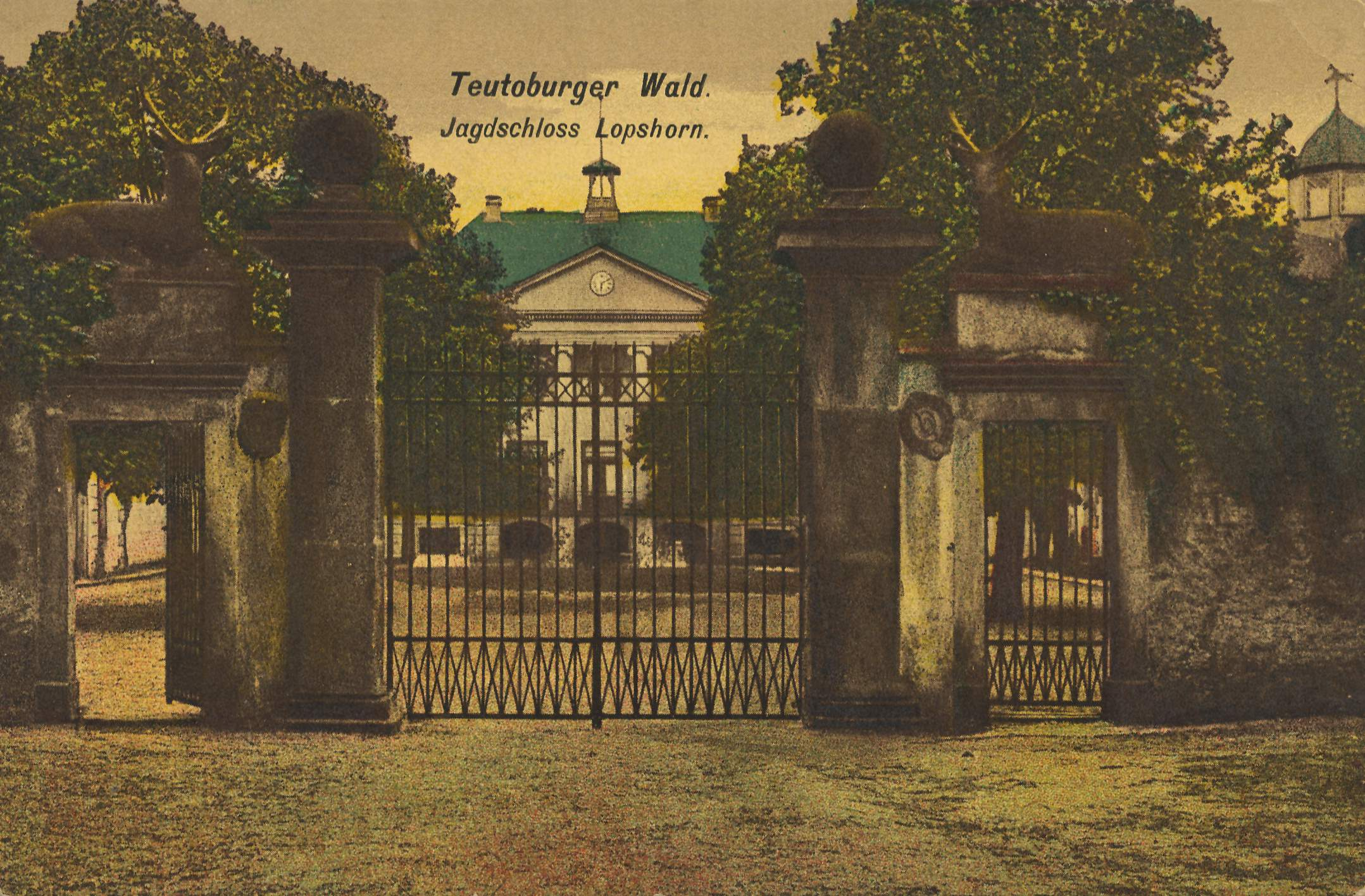
Jagdschloss Lopshorn um 1900

Das Jagdschloss Lopshorn war eine Sommerresidenz der Fürsten zur Lippe und lag östlich von Augustdorf am Südhang des Teutoburger Waldes in der Senne. In direkter Nachbarschaft befand sich das Gestüt, in dem die Senner Pferde gezüchtet wurden. Am 11. Juni 1945 wurde Lopshorn durch Brandstiftung vernichtet und die Ruinen verfielen im Laufe der Zeit, so dass heute kaum noch etwas von der ehemaligen Anlage zu sehen ist. Es gibt jedoch Bestrebungen, das Schloss und Gestüt nach originalen Plänen an alter Stelle wieder zu errichten.

## Geschichte

### Jagdschloss

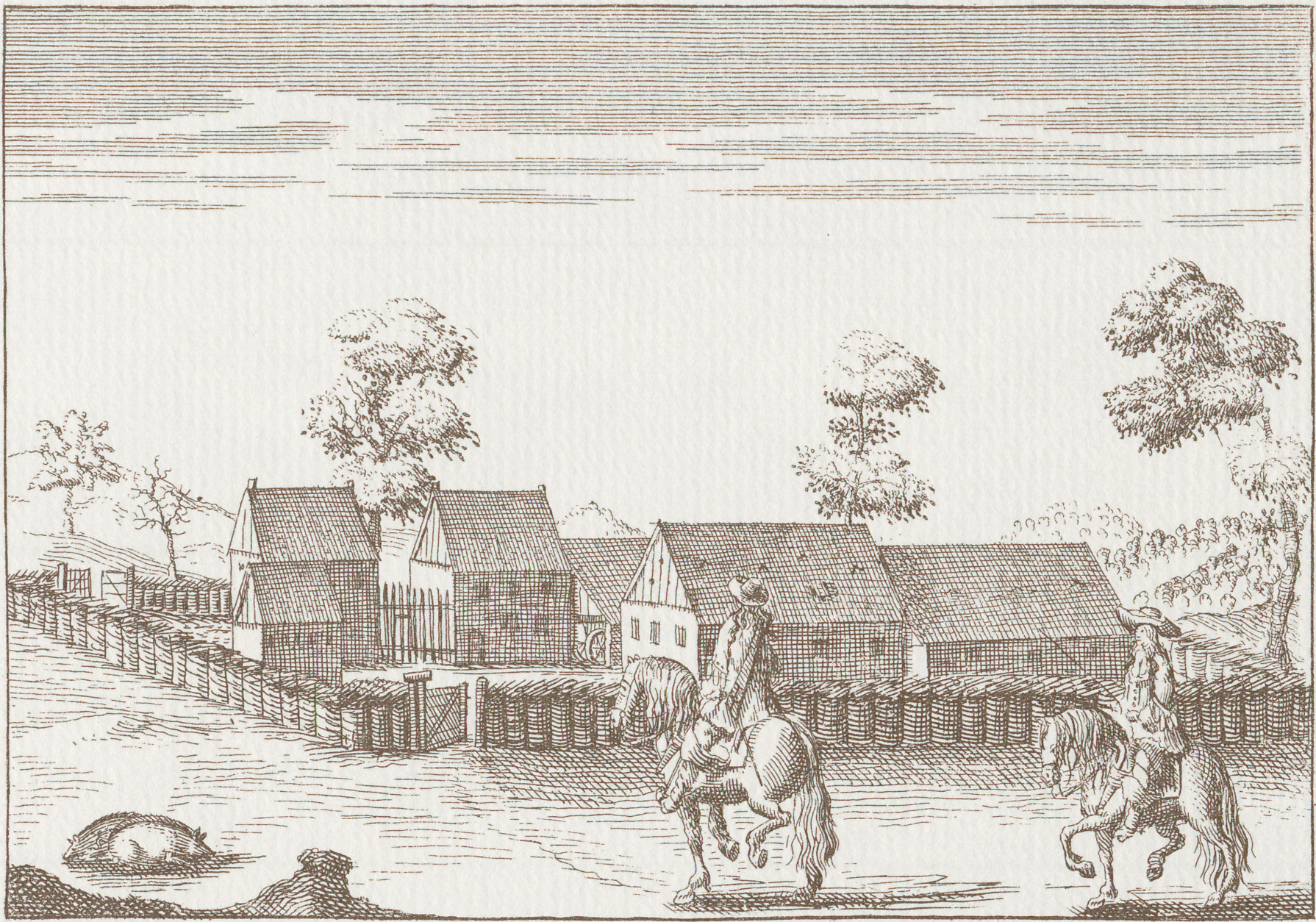
Das Sennergestüt um 1663/1665, Kupferstich von Elias van Lennep

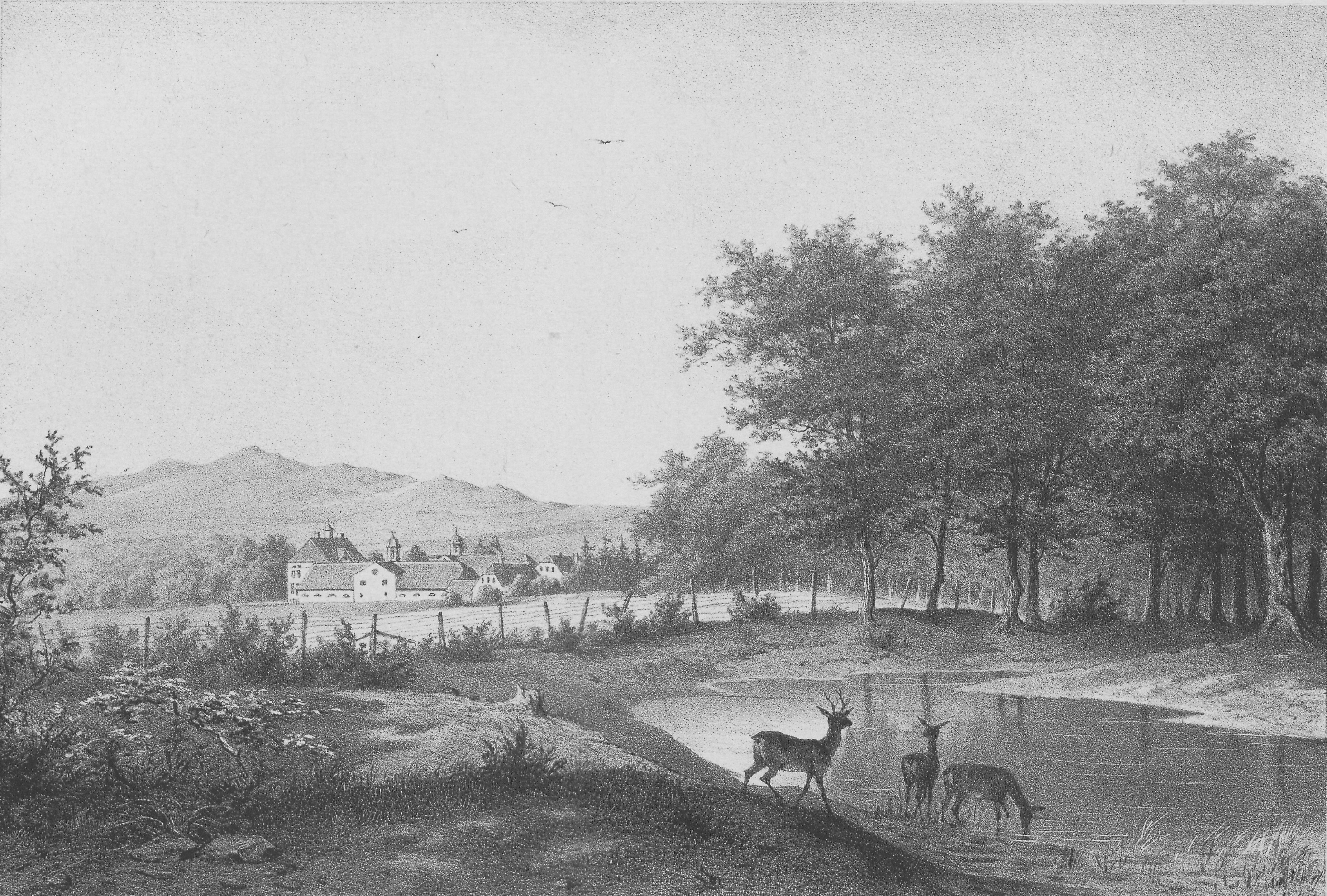
Das Jagdschloss 1875. Zeichnung von Ludwig Menke

In der Mitte des 16. Jahrhunderts verlegten die Landesherren das Senner Gestüt in ein Gebiet am Nordrand der Senne, das schon seit Jahrhunderten den Flurnamen Lopshorn oder Lobshorn trug. 1657 ließ Graf Hermann Adolf zur Lippe dort ein Jagdhaus errichten. Graf Simon Heinrich ersetzte im Jahr 1685 das von seinem Vater erbaute Jagdhaus durch ein Schloss, das in den Grundzügen bis 1945 unverändert erhalten blieb.
Auf einem vom Ende des 18. Jahrhunderts stammenden Kupferstich des Senner Gestüts ist zu erkennen, dass beiderseits des Schlosses die Gestütsbauten lagen. Auf der einen Seite befand sich das „Pferdehaus“, auf der anderen das „Zeughaus“, von dem heute noch barocke Wappensteine des Grafen Friedrich Adolf, seiner Gemahlin und der Gemahlin des Grafen Simon Heinrich existieren. Neben Gestüt und Jagdschloss wurde eine Meierei unterhalten, die für die Versorgung der Bewohner mit Lebensmitteln zuständig war. Die gesamte Anlage war von symmetrischem Zuschnitt und von einem schlichten Zaun mit einem Tor in der Mitte umgeben.

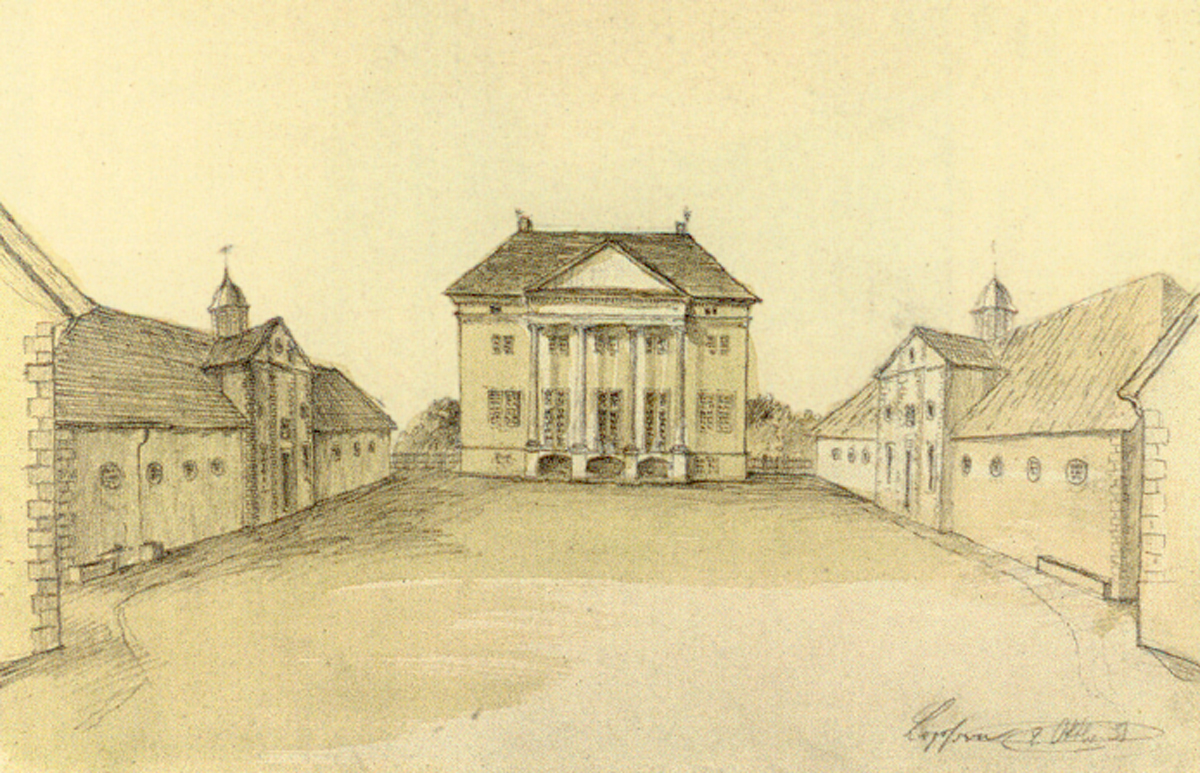
Lopshorn mit Nebengebäuden um 1851. Bleistiftzeichnung von Emil Zeiß

Das Zeughaus fiel Anfang des 19. Jahrhunderts offenbar einem Brand zum Opfer, wurde jedoch bald wieder aufgebaut und blieb in dieser Form bis 1945 erhalten. Im Garten entstand um diese Zeit ein achteckiges barockes Brunnenhäuschen mit einem 216 Fuß (rund 65 m) tiefen Brunnen, dessen Schöpfvorrichtung durch ein von laufenden Menschen betriebenes Tretrad funktionierte. In die Regierungszeit des Fürsten Leopold II. (1802–1851) fiel die Renovierung des Schlosses und um 1850 präsentierte sich das Schloss als zweigeschossiger Barockbau mit einem Portal, das von vier klassizistischen Säulen beherrscht wurde. Auf einer Abbildung aus dem Jahr 1880 besitzt das Jagdschloss einen kleinen Turm mit einem springenden Pferd als Wetterfahne und eine Uhr im Frontgiebel. Das Eingangstor wird rechts und links von zwei ruhenden Hirschen flankiert und zwischen den vier Säulen vor dem Schloss sind drei Sandsteinfiguren, Jäger mit Hund und zwei Wölfe, zu erkennen. Der Turm erhielt eine Glocke für den Stundenschlag. Fürst Woldemar ließ das Innere des Jagdschlosses später im Stil der Neurenaissance umgestalten.
Von Anfang an erwies sich das fehlende Wasser in Lopshorn als ernstes Problem, auch nachdem der Brunnen errichtet worden war. Oft musste die notwendige Menge an Wasser aus Detmold oder vom Donoperteich mit Pferdefuhrwerken herangeschafft werden. Auch eine geplante Wasserleitung vom Donoperteich nach Lopshorn ließ sich aus Kostengründen nicht realisieren. In drei Zisternen wurde das Regenwasser gesammelt.
Fürst Leopold IV. wurde 1904 zunächst als Regent des Fürstentums eingesetzt. Am 25. Oktober 1905 erreichte ihn in Lopshorn die Nachricht, dass der Thronfolgestreit in Lippe beendet war und er nun regierender Fürst wurde. Binnen kurzer Zeit machte sich eine große Menschenmenge von Detmold auf den neun Kilometer langen Weg nach Lopshorn, um dem neuen Fürsten zur Lippe zu huldigen. Um den Wohnraum für Familienmitglieder und Bedienstete zu vergrößern, wurde der Dachstuhl des Schlosses ausgebaut. Große, mit Holz geheizte Kachelöfen im ersten Stock und eiserne Öfen im zweiten Stock und im Dachgeschoss sorgten im Winter für die notwendige Wärme.
Am 12. November 1918 musste Leopold IV. auf den Thron verzichten. Im Domanialvertrag von 1919 wurde die Aufteilung der fürstlichen Besitztümer geregelt und dem Fürsten das Residenzschloss, das Jagdschloss Lopshorn einschließlich Gestüt und die Oberförsterei Berlebeck unter bestimmten Auflagen zugesprochen. Im Jahr 1920 erhielt der Oberjäger Schulz eine Ausschankerlaubnis und eröffnete eine kleine Gastwirtschaft in seinem Haus. 1932 übernahm das Ehepaar Kuhlmann neben der Meierei auch die Gastwirtschaft in Lopshorn.

### Das Gestüt

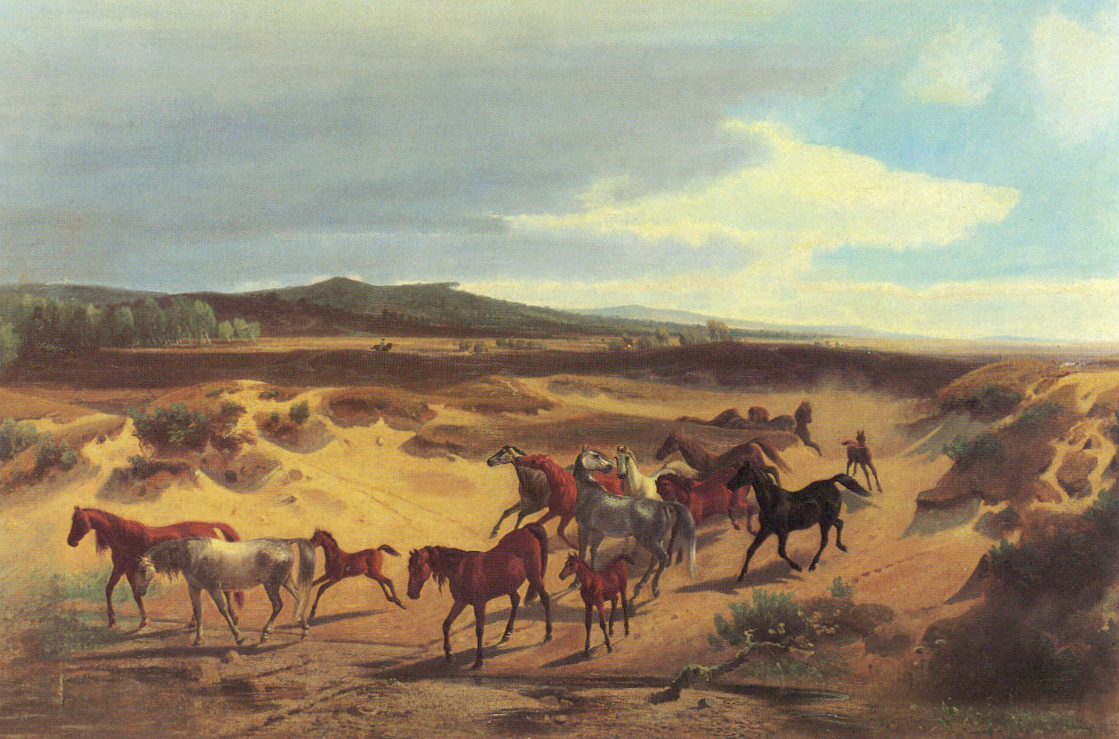
Sennelandschaft mit Senner Pferden. Ölgemälde von Carl Rötteken und Gustav Quentell um 1860

Das Senner Pferd gilt als eine der ältesten bekannten Pferderassen Deutschlands. Wilde Pferde im Heidegebiet der Senne wurden 1160 erstmals urkundlich erwähnt. Senner galten im Mittelalter als eine begehrte Kulturrasse. Als 1493 im Auftrag von Gräfin Anna, Gemahlin des Grafen Bernhard VII. von Lippe der Bestand der wilden Pferde erfasst wurde, ergab sich die Zahl von 64 Tieren, darunter 23 Mutterstuten und 18 Fohlen.
Mit Lopshorn ist die Geschichte des fürstlichen Senner Gestüts untrennbar verbunden. Im Jahr 1684 verlegte Graf Simon Heinrich die Gestütsgebäude aus dem höher gelegenen Waldgelände in die unmittelbare Nähe des neu errichteten Jagdschlosses Lopshorn. Die Pferde lebten über Jahrhunderte in der Senne, der Verbiss der Tiere verhinderte eine vollständige Bewaldung des Gebiets und prägte das Landschaftsbild. Die Pferde mussten sich zu jeder Jahreszeit selbst ihre Nahrung suchen, nur bei Futtermangel in sehr strengen Wintern kamen sie selbständig in die offenen Stallungen des Gestüts und ließen sich füttern. Dazu existiert ein Bericht des Stallmeisters Prizelius:

„… da es bei diesem Gestüte eine einmal festgesetzte Regel ist, den Stuten weder im Sommer noch im Winter, außer im höchsten Notfalle, Futter zu reichen, so bleibt nichts übrig, als dass sie im Walde und in der Senne Winter und Sommer ihre Nahrung suchen müssen. Man kann diese Stuten mit dem Wilde am füglichsten vergleichen, als womit sie sehr vieles gemein haben, so gar, dass sie sich gleich jenen in gewissen Rudels oder Haufen zusammenhalten und sich nie trennen … ist der Schnee so hoch gefallen, dass auch die Spitzen der Heide bedeckt wären, alsdenn werden sie im Stalle zu Lopshorn ernährt …“

1864 wurde der freie Aufenthalt der Pferde im Teutoburger Wald und in der Senne auf eine eingezäunte Fläche von 38 000 Morgen beschränkt, um die Schäden im Wald und in der Flur zu unterbinden. Die Jährlingsstuten wurden in der Weidesaison in den Tiergarten bei Detmold gebracht, und die Jährlingshengste auf die Weserweiden nach Varenholz bei Rinteln. Als Zweijährige wurden die Stuten wieder in die Herde in Lopshorn eingereiht, die Hengste blieben zur Aufzucht in Varenholz, bis sie dem Detmolder Marstall überstellt wurden. 1919 musste Fürst Leopold IV. die Senner Pferde an den neu gegründeten Freistaat Lippe abgeben, und sich laut Domanialvertrag verpflichten, die Lopshorner Gestütsgebäude dem Verband Lippischer Pferdezüchter zu Zuchtzwecken zur Verfügung zu stellen, da dieser im Auftrag des Lippischen Staates die Senner Pferdezucht fortführte. Bereits sechs Jahre später wurde der Pachtvertrag aufgehoben und die verbliebenen Pferde brachte man in den Tiergarten am Büchenberg, auf dem sich heute das Westfälische Freilichtmuseum Detmold befindet. 1935 wurden die letzten 16 Senner Pferde versteigert. 1937 hatte die Niederländerin J. M. Immink die Zucht mit einigen Senner Pferden für kurze Zeit wieder aufgenommen, nach dem Ende des Zweiten Weltkriegs jedoch war die endgültige Auflösung des Gestüts nicht mehr zu verhindern.

### Die Zerstörung
Das abseits im Wald gelegene Jagdschloss schien vom Krieg ungefährdet zu sein. Das Lippische Landesarchiv hatte deshalb gegen Ende des Zweiten Weltkriegs einen Teil seiner Bestände dorthin ausgelagert. Außerdem wurde das Biesterfelder Archiv des Fürstenhauses aus dem Residenzschloss in Detmold nach Lopshorn gebracht. Im März 1945 bekam der Fürst vom Landrat die Nachricht, die SS würde das Jagdschloss als Dienstsitz der Höheren SS- und Polizeiführers West, Karl Gutenberger, beschlagnahmen. Am 12. März erschien ein Kommando der SS unter dem SS-Sturmbannführer Hase, der die Verteidigung Lopshorns gegen die anrückenden US-Amerikaner vorbereitete. In der näheren Umgebung wurden Ein-Mann-Löcher angelegt und Hase verkündete allen Bewohnern, darunter eine Anzahl Flüchtlinge aus dem Ruhrgebiet: „Wer dem Feind die weiße Flagge zeigt, wird erschossen!“ Als der Gefechtslärm der Front am 1. April näherkam, waren die SS-Leute plötzlich verschwunden.
Die zurückweichenden deutschen Truppen hatten den Befehl, die Straße zwischen Lopshorn und Detmold an der sogenannten Mordkuhle im Bereich des Teutoburger Waldes mit allen Mitteln zu verteidigen. Am 2. April erreichten die Panzerspitzen der US-Amerikaner Lopshorn und hielten sich dort drei Tage lang auf, bevor sie am 4. April nach Detmold vordrangen.
Das Jagdschloss erlitt in der Folgezeit großen Schaden durch Plünderungen der aus dem Stalag Augustdorf befreiten Kriegsgefangenen. Einige wertvolle Gegenstände sowie das Biesterfelder Archiv konnten jedoch gerettet werden. Am 11. Juni 1945, mehr als einen Monat nach dem Waffenstillstand, brannte Lopshorn durch Brandstiftung total aus. Da das Schloss innerhalb eines Sperrgebiets lag, erhielt die Freiwillige Feuerwehr keine Erlaubnis zum Löschen. Das gesamte Gebiet, allein zur Meierei gehörten rund 100 Hektar landwirtschaftliche Nutzfläche, wurde 1947 von der britischen Besatzungsmacht zur Erweiterung des Truppenübungsplatzes Senne beschlagnahmt und ist seitdem britisches Hoheitsgebiet. Die vom Brand übriggebliebenen Ruinen benutzte man als Zielscheibe für Schießübungen, so dass heute kaum noch ein Mauerrest zu finden ist.

### Die Initiative
Der Wiederaufbau des Schlosses und die Wiederbelebung des wohl ältesten Gestüts Deutschlands stellt ein ehrgeiziges Projekt dar, das im Jahr 2003 von einer Gruppe namhafter Bürger Lippes ins Leben gerufen wurde. Die Initiative Wiederaufbau Schloss Lopshorn ist im Mai 2003 als gemeinnützige GmbH gegründet worden. Das Fürstenhaus zur Lippe hat die verpflichtende Erklärung abgegeben, dass keinerlei private Besitzansprüche bestehen oder in Zukunft gestellt werden.